# Beatriz Rico
Beatriz Rico est une danseuse et comédienne espagnole née le 25 février 1970 à Avilés, dans les Asturies.

## Biographie
Elle a commencé à étudier l'interprétation au laboratoire théâtral de William Layton et dans les écoles de Cristina Rota, en parallèle de sa formation de danseuse à l'école de Karen Taft[réf. nécessaire]. Elle commence à tourner pour le cinéma à partir de 1998. 
Elle fut aussi présentatrice d'émissions télé pour les enfants.
Elle a joué le rôle d'un professeur, Diana de Miguel, dans la série Un, dos, tres.
Elle a un fils, Marco, né le 16 août 2000.

## Filmographie
- 1996: Istanbul Kanatlarimin Altinda (Turquie)
- 2001: Un, dos, tres (série télévisée)
- 2007: Cenizas del cielo
- 2014: Las hijas de Danao